# Yves Lacroix
Pour les articles homonymes, voir Lacroix.
Yves Lacroix est un militant associatif, éducateur et écrivain français né le 27 mars 1953 à Fribourg-en-Brisgau et mort le 28 novembre 2007 à Pierre-Bénite. Membre fondateur de la Coordination handicap autonomie, il s'investit dans des actions en faveur des personnes en situation de handicap et écrit plusieurs ouvrages sur le sujet, dont une bande dessinée avec son frère, le bédéaste Christian Lax.

## Biographie
Yves Lacroix naît le 27 mars 1953 à Fribourg-en-Brisgau. Il apprend à lire et à écrire vers l'âge de dix-neuf et vingt ans. Tétraplégique, il s'équipe d'un dispositif (une « licorne ») pour rédiger sur une machine à écrire, procédé très lent, et il manifeste sa volonté d'autonomie à travers ses ouvrages et ses actions : ainsi, en 1998, il publie Presque debout. L'ouvrage relate son expérience d'intégration dans la société locale à Villefontaine. Par la suite, l'écrivain s'installe à Villeurbanne.
En novembre 1987, il co-signe avec son frère Christian Lax une bande dessinée d'inspiration autobiographique : Les maux pour le dire, un récit d'aventure dans lequel le héros, qui ne peut ni marcher, ni parler de façon fluide, parcourt l'Afrique avec son frère à la recherche d'un ami. Le frère, d'abord réticent à l'idée de ce voyage, apprend à admirer le héros, le définissant ainsi : « il se bat tous les jours depuis qu'il est au monde, il ne baisse jamais les bras ». L'ouvrage reçoit plusieurs prix culturels.
Dans la région de Lyon, où il vit, Lacroix prend l'initiative de participer à la formation de personnels sanitaires et sociaux, projet soutenu par les associations Inter-Handicaps et Handicap International,. Au sein d'Inter-Handicap, il anime branche « Vie autonome ». Toujours avec cette association, il mène des sessions de sensibilisation en milieu scolaire afin de faire évoluer les comportements. Yves Lacroix est membre fondateur de la Coordination handicap autonomie (CHA) et membre du Collectif de recherche sur les situations de handicap, l'éducation et les sociétés (CRHES) et du Groupement français des personnes handicapées (GFPH). Il défend l'autonomie des personnes en situation de handicap souhaitant vivre chez elles plutôt que dans une institution,.
En outre, Yves Lacroix a dessiné et peint sur ordinateur ; ses travaux ont été exposés dans un salon organisé par ULM Handicaps.
Il meurt le 28 novembre 2007, à Pierre-Bénite, d'un lymphome. Son témoignage, Accompagner les personnes handicapées à domicile : une vie négociée, publié à titre posthume, fait l'objet d'une étude universitaire en 2008.

### Vie privée
Yves Lacroix était marié,, depuis 1989.

## Œuvres
- Yves Lacroix et Christian Lax, Les maux pour le dire, Vents d'Ouest, novembre 1987, 46 p. (ISBN 2-86967-046-X). (BNF 34931791)
- Yves Lacroix, Un passager délivré, Seyssel, Éd. Comp'act : le Cheval bleu, coll. « Les Voix instructives exilées », 1990, 88 p. (ISBN 2-87661-044-2). (BNF 35099743)
- Yves Lacroix, Presque debout, Paris, Desclée de Brouwer, 1998, 252 p. (ISBN 2-220-04159-X). (BNF 36971115)
- Yves Lacroix et Christiane Delbès, Accompagner les personnes handicapées à domicile : une vie négociée, Lyon, éd. Lyon : Chronique sociale, coll. « Comprendre les personnes : l'essentiel », 284 p. (ISBN 978-2-85008-710-3). (publié à titre posthume) (BNF 41334259)

Il est également co-auteur dans deux ouvrages : 
- Naître ou devenir handicapé[15], Éditions Erès, 1996
- Connaître le handicap, reconnaître la personne, Éditions Erès, 2005.

## Postérité
L'association Inter-Handicaps lui rend hommage. En mai 2009 se tient un colloque lui rendant hommage ; un livre est issu de cet évènement : Handicap et domicile : interdépendance et négociations, publié en septembre 2011.
Les textes de Lacroix sont adaptés et mis en musique par Françoise et Gérard Maimone en 2010. De nouveau, en 2011, ses textes dans Un Passager délivré sont adaptés au théâtre par Cyril Tournier, de la compagnie Imaginoir, qui avait déjà proposé ce spectacle en 2009,.